# Légy-barlang
A Légy-barlang a Duna–Ipoly Nemzeti Park területén lévő Pilis hegységben, a Csévi-szirteken található egyik barlang.

## Leírás
Pilisszentléleken, a Pilis hegy Ny-i oldalában elhelyezkedő Csévi-szirteken van a barlang szűk bejárata, amely egy hasadék. A Csévi-szirtek legalacsonyabban, 446 m tszf. magasságban nyíló barlangja. A Legény-barlang bejáratától 233°-ra 50 m-re, 20 m-rel lejjebb, közvetlenül a turistaút mellett helyezkedik el. A barlangtól nem messze, kicsit feljebb helyezkedik el a Legény-barlang melletti átjáró és a Csiga-lyuk.
Felső triász dachsteini mészkőben jött létre a barlang. A szűk bejárat után beljebb kissé tágabb lesz a barlang, amelynek bal oldali falán huzatborsókövek, jobb oldalon gömbüstös oldásformák találhatók. A nagyrészt száraz barlang aljzatát gyökerekkel sűrűn átszőtt humusz, növény- és kőtörmelék fedi. Előfordulnak benne rovarok, pókok és csigák. A bejárati részen a falakat alga, beljebb száraz montmilch fedi. Enyhe kihúzó légáramlás észlelhető nyáron a végponti néhány cm-es repedésből. Engedély nélkül, lámpával megtekinthető.
2006-ban volt először Légy-barlangnak nevezve a barlang az irodalmában.

## Kutatástörténet
2005-ben az Ariadne Karszt- és Barlangkutató Egyesület tagja, Kovács Richárd mérte fel a barlangot, majd 2005. november 9-én a felmérés alapján  megszerkesztette a barlang alaprajz térképét, hosszmetszet térképét és 2 keresztmetszet térképét. Az alaprajz térképen látható a 2 keresztmetszet elhelyezkedése a barlangban. A felmérés szerint a Légy-barlang (Esztergom, 4840-224) 3,7 m hosszú, 0,3 m magas és 1,8 m mély. Az egyesület 2005. évi jelentésében az olvasható, hogy az egyesület a Légy-barlang kis hasadékára már évekkel 2005 előtt felfigyelt, de nem foglalkozott vele rövid próbabontás után. Úgy tűnt, hogy szűk lesz 1,5 m után, és még huzat sem jött belőle. Később, 2005-ben sikerült feltárni a barlangot kis bontással.
A barlang a bejárati hasadék után szépen oldott, kényelmes kis fülkévé bővült. Innen néhány cm-es, huzatborsóköves repedés vezet tovább, amiből gyenge huzat figyelhető meg nyáron. A kis barlang önmagában nem jelentős ugyan, de feltárása a környék alapos megismerését szolgálja. A 4840-224 barlangkataszteri számú Légy-barlang 3,6 m hosszú, 1,5 m függőleges kiterjedésű, 1 m mély, 0,5 m magas és 3,6 m vízszintes kiterjedésű. A jelentésben látható a barlang bejáratának színes fényképe. A kéziratba bekerültek a barlang 2005-ben készült térképei.
Az egyesület 2008. évi jelentése szerint a 4840-224 barlangkataszteri számú Légy-barlang 3,7 m hosszú, 2,1 m függőleges kiterjedésű, 1,8 m mély, 0,3 m magas és 3,7 m vízszintes kiterjedésű. Az egyesület 2009. évi jelentése szerint a 4840-224 barlangkataszteri számú Légy-barlang 3,7 m hosszú, 2,1 m függőleges kiterjedésű, 1,8 m mély, 0,3 m magas és 3,7 m vízszintes kiterjedésű. Az egyesület 2010. évi jelentése szerint a 4840-224 barlangkataszteri számú Légy-barlang 3,7 m hosszú, 2,1 m függőleges kiterjedésű, 1,8 m mély, 0,3 m magas és 3,7 m vízszintes kiterjedésű.
Az egyesület 2011. évi jelentése szerint a 4840-224 barlangkataszteri számú Légy-barlang 3,7 m hosszú, 2,1 m függőleges kiterjedésű, 1,8 m mély, 0,3 m magas és 3,7 m vízszintes kiterjedésű. Az egyesület 2013. évi jelentése szerint a 4840-224 barlangkataszteri számú Légy-barlang 3,7 m hosszú, 2,1 m függőleges kiterjedésű, 1,8 m mély, 0,3 m magas és 3,7 m vízszintes kiterjedésű. Az egyesület 2014–2015. évi jelentése szerint a 4840-224 barlangkataszteri számú Légy-barlang 3,7 m hosszú, 2,1 m függőleges kiterjedésű, 1,8 m mély, 0,3 m magas és 3,7 m vízszintes kiterjedésű.